# زیوسودرا
زیوسودرا (انگلیسی: Ziusudra) (بابلی باستان: 𒍣𒌓𒋤𒁺 zi-ud-su₃-ra₂, آشوری نو: 𒍣𒋤𒁕 zi-sud-da،، زیسودرا، زبان یونانی: Ξίσουθρος&nbsp;Xísouthros) از شهر شوروپاک (ح. ۲۹۰۰ پیشا دوران مشترک) که نامش در فهرست پادشاهان سومری به عنوان آخرین پادشاه سومر پیش از طوفان بزرگ (سیل بزرگ) آمده‌است.
خلاصه‌ای از «پیدایش اریدو» (حدود ۱۶۰۰ پیشا دوران مشترک) در ابتدای «شرح وقایع بابلی» قرار می‌گرفت. موضوع آن دربارهٔ آفرینش انسان و حیوان، شهرهای پیش از طوفان و حاکمان آنان و در نهایت خود «طوفان» است؛ ساختاری شبیه به سفر پیدایش دارد. گرچه بازسازی کل روایت امکان‌پذیر نیست اما شبیه به شعرهای آترا-هاسیس و حماسه گیلگمش است. پایان حماسه آترام-هاسیس پس‌زمینه اساطیریِ خاتمه گفتار اوتنپیشتی دربارهٔ زندگی و مرگ در حماسه گیلگمش است. 
در بخشی از ادبیات سومری (اساطیر آفرینش) به چگونگی پیدایش جهان و جایگاه انسان در آن پرداخته می‌شود. در میان آنها، «داستان طوفان» برخلاف سایرین همانقدر که درباره خلقت است به موضوع نابودی می‌پردازد. «طوفان» آغازین بن‌مایه مهمی در ادبیات سومری بوده است و گذشته را به پیش از طوفان و زمان تاریخی تقسیم می‌کرد. زیوسودرا یکی از چندین شخصیت اسطوره‌ای است که قهرمان داستان‌های خاور نزدیک دربارهٔ طوفان (سیل) هستند: آترا-هاسیس، اوتنپیشتی و نوح. بررسی تطبیقی متن‌های خاور نزدیک دربارهٔ طوفان با روایت طوفان در کتاب مقدس، معمولا منجر به روشن شدن آنچه که در هر متن یگانه است، می‌شود. روش علمی تطبیقی نه فقط شباهت متن‌ها بلکه بی‌شباهتی‌ها را نیز مشخص می‌کند. تصنیف‌گر این بخش از سفر پیدایش، کیهان‌شناسی و تاریخ آغازین انسان را بازتعریف کرده است. او چارچوبی، تاریخ آغازین آفرینش-مشکل-طوفان-راه حل، را به کار گرفته و داستان را دوباره تعریف کرده است تا ایده‌آل‌های کتاب مقدس در مورد قانون و «قداست زندگی انسان» و نیز پیش‌نیاز بودن آنان برای زندگی بشر بر روی زمین را روشن کرده باشد.

## پیشینه
«پیدایش اریدو» به حدود ۱۶۰۰ پیشا دوران مشترک تعلق دارد. لوحی شش ستونه که یک-سوم پایینی آن باقی مانده‌است و بخش بالایی آن حدود ۳۶ سطر در هر ستون دارد که موجود نیست. در زمان امپراتوری آشور، خلاصه‌ای از آن در ابتدای «شرح وقایع بابلی» قرار می‌گرفت.
داستان ساختاری شبیه به سفر پیدایش دارد و دربارهٔ آفرینش انسان و حیوان، شهرهای پیش از طوفان و حاکمان آنان و در نهایت خود «طوفان» است. اینها به موازات خلقت، پدرسالاران پیش از طوفان و داستان طوفان در کتاب مقدس قرار می‌گیرد.
داستان سومری «طوفان» جهانی بسیار قطعه‌قطعه است. بیش از دو-سوم آن از بین رفته و به دلیل افتادگی‌ها در لوح رسی که تنها منبع موجود است، فقط پنج بخش بی‌ارتباط باقی مانده‌است. گرچه بازسازی کل روایت امکان‌پذیر نیست اما شبیه به شعرهای آترا-هاسیس و حماسه گیلگمش است. جدا از این، شباهت بسیاری به روایت کتاب مقدس دارد.
در بخش نخست قطعه سومری، خدایان انسان (مردمان سیاه-سر) و گله حیوانات را خلق می‌کنند. در بخش دوم، پادشاهی بنیاد گذاشته می‌شود و نخستین شهرها (به ترتیب: اریدوگ، باد-تیبیرا، لاراگ، زیمبیر و شوروپاگ) ایجاد می‌شوند. کشاورزی و آبیاری طراحی می‌شود.
در بخش سوم، خدایان تصمیم گرفته‌اند تا طوفانی برای نابودی بشریت نازل کنند (دلیلی برای آن ذکر نشده‌است). شاه زیوسودرا، صدایی را که از طریق دیوار با او صحبت می‌کند، می‌شنود. به او دربارهٔ طوفان در راه که نابودی بشر را به دنبال خواهد داشت هشدار داده می‌شود. در نسخه‌های بابلی روایت، این صدا به انکی تعلق دارد که می‌خواهد به زیوسودرا هشدار دهد اما سوگند خود با خدایان دیگر را با خبر دادن مستقیم به انسان زیر پا نگذارد.
در بخش چهارم، طوفان به مدت هفت روز و شب فرا می‌رسد. خدای خورشید می‌تابد و زیوسودرا با ایجاد سوراخی به بیرون از کشتی نگاه می‌کند. تابش خورشید نشان از فروکش کردن طوفان دارد. زیوسودرا گاو و گوسفند قربانی می‌کند و حیوانات را آزاد می‌کند. آن و انلیل به او جاودانگی می‌بخشند. خدایان پس از نازل کردن طوفان، نظرشان تغییر کرده‌است. به زیوسودرا اجازه داده می‌شود تا در سرزمین دوردست دیلمون ساکن
شود.

### تعالیم شوروپاک
نسخه استاندارد «تعالیم شوروپاک» به حدود ۱۹۰۰ تا ۱۸۰۰ پیشا دوران مشترک تعلق دارد. نسخه‌ای نیز به زمان دودمان نخستین بین‌النهرین (۲۶۰۰ تا ۲۵۰۰ پیشا دوران مشترک) برمی‌گردد. دو ترجمه اکدی نیز از آن باقی مانده، یکی به حدود ۱۵۰۰ و دیگری به حدود ۱۱۰۰ پیشا دوران مشترک تعلق دارند. نسخه استاندارد از حدود ۸۰ قطعه به دست آمده از نیپور و اور و سایر مکان‌ها بازسازی شده‌است. این قطعه از زبان حاکمی پیش از طوفان به نام شوروپاک به پسرش زیوسودرا بیان می‌شود. در این تعالیم، امور مربوط به زندگی سکولار قرار دارند: اداره خانواده، نگهداری از حیوانات، کارهای کشاورزی و رفتار اجتماعی عمومی. در متن تأکید کمی بر آیین و دین قرار دارد و بیشتر گفته‌ها ضرب‌المثل هستند. تصویرسازی زندگی روزانه قابل توجه است. خودخواهی متواضعانه‌ای در آن وجود دارد: انسان نباید با دیگران به گونه‌ای رفتار کند که آنها را برانگیزد تا بر ضد خودش عمل کنند. گفته‌ها دو بخشی است، بخش اول شامل نصیحت است و بخش دوم به انگیزه می‌پردازد. شبیه به آن دسته از ضرب‌المثل‌های کتاب مقدس عبری که نتایج اعمال توصیف شده در بخش اول را روشن می‌کنند (معمولا با طنز یا اغراق).
تعالیم شوروپاگ یکی از اولین نمونه‌های ژانری است که به آینهٔ شاهزاده‌ها شناخته می‌شود. این ژانر در ادبیات خاور میانه به گستردگی گواهی شده است. اینگونه آثار فرمی به این شکل دارند که مذکری پیر، مرد حوانی را که معمولا از خون پادشاهان است، نصیحت می‌کند. در این مورد، مقدمه (سطرهای ۱ تا ۱۳) در گذشته‌ای دور قرار دارد. سخنگو شوروپاگ، پسر اوبار-توتو، است و پسرش زیوسودرا را نصیحت می‌کند. شوروپاگ معمولا در ادبیات سومری نام یک شهر است که حاکم آن اوبار-توتو است. در یکی از نسخه‌های فهرست پادشاهان سومری، اوبار-توتو آخرین پادشاه سومر پیش از طوفان آغازین تصویر می‌شود.
«سپس زیمبیر سقوط کرد (؟) و پادشاهی به شوروپاگ منتقل شد. در شوروپاگ، اوبار-توتو پادشاه شد؛ او ۱۸٬۶۰۰ سال حکومت کرد. یک پادشاه، او به مدت ۱۸٬۶۰۰ سال حکومت کرد. در ۵ شهر ۸ پادشاه، آنها به مدت ۲۴۱٬۲۰۰ سال حکومت کردند. سپس سیل همه جا را فراگرفت.»
در یکی از فهرست‌های پادشاهان پیش از طوفان این دوگانه به خانواده‌ای از سه نسل تبدیل می‌شود «شوروپاک، پسر اوبار-توتو: ۲۸٬۸۰۰ سال؛ / زیوسودرا، پسر شوروپاک: ۳۶٬۰۰۰ سال: / دو پادشاه (در) شوروپاک». این روند در نسخهٔ استاندارد «تعالیم شوروپاک» دیده می‌شود. «شوروپاک، پسر اوبار-توتو، / نصیحت کرد پسرش زیوسودرا را». سطر اول در ترجمهٔ اکدی این دو سطر ممکن است منشا سطر بیست و سه در لوح XI نسخهٔ معیار حماسه بابلی گیلگمش باشد. این تحول ناشی از اشتباه بوده است.
زیوسودرا در مقابل در داستان طوفان سومری، پادشاهی است که از طوفان نجات می‌یابد. او کشتی‌ای می‌سازد و حیوانات و گیاهان را به به درون آن می‌برد. حتی در نسخهٔ بابلی حماسه گیلگمش در هزاره اول پیش از دوران مشترک (بیش از یک هزار سال پس از «تعالیم شوروپاگ»)، نجات‌یافتهٔ طوفان —با نام اکدی اوتنپیشتی— پسر اوبار-توتو (پادشاه شوروپاگ) توصیف می‌شود.
متنی که شامل نصیحت می‌شود از سه رشتهٔ طولانی ضرب‌المثل‌مانند تشکیل شده که هر یک با عبارت «شوروپاک این تعالیم را به پسرش داد. شوروپاگ، پسر اوبار-توتو، این تعالیم را به پسرش زیوسودرا داد» پایان می‌یابد. بخش اول (سطرهای ۱۴ تا ۷۲)، «تو» مخاطب قرار دارد و در مورد ارتباط با سایرین است؛ بخش دوم (سطرهای ۸۳ تا ۱۴۲) و سوم (سطرهای ۱۵۳ تا ۲۷۶) عمدتا سوم شخص بیان شده و و یک درونمایه واحد ندارد. متن با ستایش الهه نیسابا (سطرهای ۲۷۸ تا ۲۸۰) پایان می‌یابد.
تعالیم شوروپاگ در مدارس کتابت در بابل باستان (در شهر نیبرو) به شکل گسترده‌ای رونویسی می‌شد. نسخه‌ای نیز از دوره دودمان نخستین در ابو صلابیخ به دست آمده است.

## شواهد ادبی و باستان‌شناسی

### زیوسودرا پادشاهِ شوروپاک
در فهرست پادشاهان سومری (نسخهٔ WB-62)، نامِ زیوسودرا، یا زین-سودو از شوروپاک، به عنوان پسرِ آخرین پادشاه سومر پیش از سیلی بزرگ آمده‌است. در این فهرست دورهٔ پادشاهی و نیز کاهنیِ گودوگِ او ده سارس (واحدی برابر ۳٬۶۰۰ سال) ثبت شده‌است، گرچه این عدد احتمالاً اشتباه تایپی‌ست و منظور ده سال است. در این نسخه، زیوسودرا زمامداری را از پدرش (اوبارا-توتو) به ارث می‌برد، که ده سارس حکومت می‌کند.
سطورِ پس از ذکر نام زیوسودرا چنین است:
سپس سیل (همه‌جا را) فرا گرفت. پس از آنکه سیل (همه‌جا را) فرا گرفت، و پادشاهی از آسمان فرود آمد، پادشاهی در کیش بود.
شهر کیش در دورهٔ آغازین دودمانی (بین‌النهرین) شکوفا شد. رشد این شهر پس از سیلی رودخانه‌ای است که در تحقیقات باستان‌شناسی لایه‌های رسوبی آن در شوروپاک، اوروک، کیش، و سایر مکان‌ها پیدا شده و همگی‌شان به روش رادیوکربن تاریخ‌گذاری شده‌اند: ۲۹۰۰ پیشا دوران مشترک.

### افسانهٔ طوفان سومری
داستان زیوسودرا در یک لوح خردشده که به زبان سومری‌ست نوشته شده، و تاریخ آن به قرن هفدهم پیشا دوران مشترک برمی‌گردد. ترجمهٔ آن توسط آرنو پبل در سال ۱۹۱۴ منتشر شد. بخش نخست دربارهٔ آفرینش انسان و حیوان و بنیان‌گذاری اولین شهرها است: اریدو، بادتیبیرا، لاراک، سیپار و شوروپاک. پس از یک افتادگی در متن، متوجه می‌شویم که خدایان تصمیم گرفته‌اند طوفانی برای نابودی بشریت به پا کنند. اِنکی به زیوسودرا، حاکم شوروپاک هشدار می‌دهد که کشتی بزرگی بسازد؛ متنِ دستورهای مربوط به کشتی نیز افتاده‌است. متنِ بعد از افتادگی، دربارهٔ طوفان (سیل) وحشتناکی‌ست که هفت روز ادامه دارد؛ «کشتی سترگ در آبهای بزرگ به این سو و آن سو پرتاب شده‌است»، سپس اوتو (خورشید) ظاهر می‌شود و زیوسودرا دریچه را باز می‌کند، به‌خاک می‌افتد، و گاو و گوسفندی قربانی می‌کند. بعد از افتادگی دیگری، متن به این شکل ادامه می‌یابد: طوفان (سیل) تمام شده‌است و زیوسودرا در مقابل آن و انلیل به‌خاک می‌افتد، که به او «جاودان‌نفس» اهدا می‌کنند و دیلمون را اقامتگاه او قرار می‌دهند. باقیِ متن گم‌شده‌است.
حماسهٔ زیوسودرا در سطرهای ۲۶۱–۲۵۸ عنصری را اضافه می‌کند که در سایر نسخه‌ها نیامده است: پس از آمدن سیل در رودخانه "پادشاه زیوسودرا… آنها او را مقیم کور دیلمون می‌کنند، جایی که خورشید طلوع می‌کند". معنیِ واژهٔ سومری "کور" مبهم است. ساموئل نوح کرامر می‌گوید که "معنی اصلی آن "کوه" است به خاطر آنکه نشانهٔ به کار رفته برای آن در واقع پیکتوگرامی است که کوهی را نشان می‌دهد. از معنای "کوه" به "سرزمین بیگانه" می‌رسیم، چون که کشورهای کوهستانی هم‌مرز با سومر تهدیدی همیشگی برای مردم آن بودند. کور، به طور کلی به معنای سرزمین نیز می‌باشد". جملهٔ آخر را چنین می‌شود ترجمه کرد: «در کوه معبر، در کوه دیلمون، جایی که خورشید طلوع می‌کند». در نسخه‌ای از سندی سومری به نام آموزه‌های شروپاک، کرامر تاریخ آن را ۲۶۰۰ پیشا دوران مشترک تخمین می‌زند، به زیوسودرا اشاره می‌شود. کرامر می‌گوید: «تا میانهٔ هزارهٔ سوم ق.م. زیوسودرا شخصیت محترمی در سنت ادبی گشته بود.»

### سایر منابع
زیوسودرا در ادبیاتِ باستانی دیگری نیز نام برده شده‌است: مرگ گیلگمش شعر فرمانروایان نخستین و نسخهٔ متاخری از آموزه‌های شروپاک.

## کتاب مقدس
بررسی تطبیقی متن‌های خاور نزدیک دربارهٔ طوفان با روایت طوفان در کتاب مقدس، معمولا منجر به روشن شدن آنچه که در هر متن یگانه است، می‌شود. روش علمی تطبیقی نه فقط شباهت متن‌ها بلکه بی‌شباهتی‌ها را نیز مشخص می‌کند. تصنیف‌گر این بخش از سفر پیدایش، کیهان‌شناسی و تاریخ آغازین انسان را بازتعریف کرده است. او چارچوبی، تاریخ آغازین آفرینش-مشکل-طوفان-راه حل، را به کار گرفته و داستان را دوباره تعریف کرده است تا ایده‌آل‌های کتاب مقدس در مورد قانون و «قداست زندگی انسان» و نیز پیش‌نیاز بودن آنان برای زندگی بشر بر روی زمین را روشن کرده باشد.

## تفسیر
در بین‌النهرین باستان، «تعالیم شوروپاک» نمونه «رایزنی سلطنتی» است، متنی سومری که از بسیار قدیمی‌ترین آثار ادبی باقی مانده‌است. کهن‌ترین نسخه متعلق به حدود قرن بیست و ششم پیشا دوران مشترک است. در این متن شوروپاک خردمند پیر، پسر اوبار-توتو، به پسرش زیوسودرا توصیه می‌کند. این همان زیوسودرایی است که در نزد بابلیان با نام‌های دوگانه آترام-هاسیس و اوتا-ناپیشتی شناخته می‌شده‌است. وی از «طوفان» نجات می‌یابد و در انتهای زمین گیلگمش را بخردانه توصیه می‌کند.
پایان حماسه آترام-هاسیس پس‌زمینه اساطیریِ خاتمه گفتار اوتا-ناپیشتی دربارهٔ زندگی و مرگ در حماسه گیلگمش است: «خدایان بزرگ، آنوناکی، جمع گشتند، / مامیتوم، سازنده سرنوشت، همراه با آنها تقدیر را ایجاد کرد: / هم مرگ و هم زندگی را آنها بنا نهادند، / اما روز مرگ را آشکار نکردند.» در واقع، فحوای کلام این تغییر سرنوشت‌ساز با متن تازه به دست آمده «مرگ بیلگمس» تأیید می‌شود. انکی در گفتگو با شریک‌های خود، آنو و انلیل چنین می‌گوید: «پس از آنکه جمع «طوفان» را فرو فرستاد… / زیوسودرا، فردی از بشریت، نجات یافت! … / از آن زمان سوگند خوردیم بشریت زندگی جاودان را نشاید.»
تنها استثنای این سرنوشت جدید، بازمانده «طوفان» است که جاودان شده‌است. در سرآغاز حماسه گیلگمش اشاره به خردمند شدن گیلگمش می‌شود: «آنکه با نیروی مطلق به اوتا-ناپیشتی دور افتاده رسید؛ / آنکه مرکزهای آیین را دوباره بر پا کرد که «طوفان» نابود کرده بود، / و مناسک گیتی را برای مردم به جای آورد».
اشاره‌ای به بخشی از اساطیر در سنت بابلی است که دربارهٔ تاریخ پس از طوفان بشریت هستند. در فهرست پادشاهان سومری آمده‌است که پس از «طوفان» خدایان باید دوباره پادشاهی را برقرار می‌کردند:
پس از آن که «طوفان» همه جا را فرا گرفته بود، سپس، پادشاهی از آسمان فرو فرستاده شد، پادشاهی در شهر کیش بود.
پس از سلسله کیش، دودمان اوروک هستند که گیلگمش (یا بیلگمس) پنجمین پادشاه آنان بود. اشاره ضمنی به این است، هنگامی که پادشاهان دوباره به قدرت رسیدند، تمدن پیش از طوفان دوباره زنده شد، به این معنا که نظم مقرر شده خدایان دوباره سامان گرفت. باور سنتی بر این بود که خدایان هر آنچه را بشریت برای شکوفایی به آن نیاز داشته‌است، در سپیده‌دم تاریخ انسان و در عصر پیش از طوفان پدیدآورده‌اند. بیشتر از آن قرار نبود کشفی صورت گیرد؛ الگوی پیش از طوفان همان است که جامعه بشری باید با آن اداره شود.
در روایت بروص آمده‌است که تمدن را کسانی دوباره زنده کردند که همراه با زیوسودرا بر عرشه کشتی بودند و از طوفان نجات یافتند. به این سنت در لوح XI گیلگمش و شعر آترام-هاسیس اشاره شده‌است و در آنجا از صنعتگران و حیواناتی که به کشتی‌سوار شده‌اند، نام بده می‌شود تا توصیف شود چگونه مهارتهای پیشه‌وران و شبانان (و به‌طور کلی پادشاهی حیوانات) از فاجعه رهایی یافتند.
اشاره سرآغاز حماسه گیلگمش به آن است که گیلگمش در دوباره زنده کردن نظم پیش از طوفان، در پس از «طوفان» نقشی اساسی داشته‌است. این نقش به خصوص در برگرداندن آیین‌های خدایان به شکوه شایسته نمایانگر است. شعر سومری مرگ بیلگمس که به تازگی پیدا شده‌است، این نتیجه‌گیری را تأیید می‌کند. بیلگمس در بستر مرگ رؤیایی می‌بیند که خدایان دستاوردهای قهرمانانه او را برایش بازگو می‌کنند: «به اقامتگاه زیوسودرا فرا رسیدی! / مناسک سومر، از روزگاران باستان فراموش گشته… / [پس از] «طوفان» آن تو بودی که یاد آوردی کارهای سرزمین را».
در اینجا نیز ارتباطی بین سفر گیلگمش برای یافتن بازمانده «طوفان» و دوباره زنده کردن زندگانی آیینی وجود دارد. شاعر نیازی ندیده بیشتر از آن توضیحی دهد اما روشن است گیلگمش است که سرزمینش را دوباره متمدن می‌کند. در این کار او ابزار انکی است (همانگونه که «هفت فرزانه»).

## اساطیر آفرینش بین‌النهرین
در بخشی از ادبیات سومری به چگونگی پیدایش جهان و جایگاه انسان در آن پرداخته می‌شود. چندین اسطوره آفرینش در بین‌النهرین به شکل‌گیری خدایان و ساخت جهان بشری می‌پردازند. مناظره بین گوسفند و غله در زمانی پیش از کشاورزی آغاز می‌شود و خدایان بر «تپه مقدس» زندگی می‌کنند. این تپه را آن خلق کرده است. در «انکی و نظم جهانی» انکی نیروی آفرینشگر است. در «قهرمانی‌های نینورتا» نینورتا برای سنگ‌های مغلوب گوناگون کارکردی می‌یابد و بنیاد کشاورزی را در جامعه سومری برقرار می‌کند.
«داستان طوفان» که تکه‌تکه است برخلاف اساطیر ذکرشده همانقدر که درباره خلقت است به موضوع نابودی می‌پردازد. جمعیت اصلی نابود می‌شوند و زیوسودرا و پیروانش نجات می‌یابند. «طوفان» آغازین بن‌مایه مهمی در ادبیات سومری بوده است و گذشته را به پیش از طوفان و زمان تاریخی تقسیم می‌کرد. این موضوع را می‌توان برآمده از طغیان‌های ویرانگر دجله و فرات دانست که در هر بهار منشا آن آب شدن برفها در رشته‌کوه توروس بود.
سرزمین سومر بسیار مسطح و آبرفت بود. بدون مدیریت آب، کل شهرها ممکن بود به زیر آب رود و یا آنکه رودهای اصلی یک‌شبه مسیرشان تغییر کند. ایجاد کانال و آبیاری امکان ایجاد کشاورزی را فراهم می‌کرد. اما گله‌داری نیز به همان میزان در اقتصاد سومر اهمیت داشت. تنش بین این دو، در «مناظره بین گوسفند و غله» و در «دموزید و انکیمدو» دیده می‌شود.
در مردابی که خشک نشده باشد، گیاهان و جانورانی رشد می‌کنند و نِی‌ها تا دو متر منطقه را انبوه می‌کنند. این مجموعه مصالح ساختمانی ضروری را برای ساختن انواع چیزها از خانه تا کشتی و مواد غذایی لازم (با شکار ماهی و پرنده) را فراهم می‌کنند. این موضوعات در مناظره بین پرنده و ماهی، « مرغ ماهی‌خوار و لاک‌پشت» و «خانه ماهی» به شکل‌های گوناگون دیده می‌شود.
تپه‌ها و کوه‌ها در چشم‌انداز محلی سومر وجود نداشتند و مکانی مقدس و هیجان‌انگیز دانسته می‌شدند (برخلاف مرداب که محیطی آشنا بود و خطری برای انسان‌ها نداشت). روحی که در جنگل‌های سدر در لبنان زندگی می‌کرد، بسیار کمتر از آنکه قهرمان (بیلگمس) فکر می‌کرد، خطرناک بود («بیلگمس و هوواوا») اما کوهای زاگرس در ایران مکانی ترسناک هستند که انسان را دچار بیماری، ترک شدن و تنهایی می‌کنند («لوگالباندا در غار کوهی»). شورش‌ها و تهدیدها که آرامش سومر را به هم می‌زنند، همگی از مناطق کوهی برمی‌خیزند («اینانا و ابیه»، «سوگواری برای سومر و اوریم»، «نفرین آگاد») در پایان سنت‌های ادبی اما خدایان سومر پیروز می‌شوند و نظم را به سرزمین برمی‌گردانند.

## یادداشت
1. ↑  سنت اساطیری متفاوتی نیز در لاگاش رایج بود.
2. ↑  تعلیمات شوروپاگ.[۸]